# Orlov (plemstvo)
Orlov (Орлóв) je prezime ruske plemićke obitelji, koja je dala nekoliko značajnih državnika, diplomata i vojnika. 
Ime Orlov izbilo je u prvi plan kad je najstariji od braće postao ljubavnik Katarine Velike, a dva mlađa postali značajni vojni zapovjednici.

## Braća Orlov

### Grigor Grigorjevič Orlov
Grof Grigorij Grigorjevič Orlov (1734. – 1783.), utemeljitelj je ove slavne ruske povijesne obitelji, rođen je kao dijete gubernatora Velikog Novgoroda Grigorija Orlova, koji je imao sinove: Ivana, Grigorija, Alekseja, Fjodora i Vladimira.
Bio je kadet u Sankt Petersburgu, a svoju vojnu karijeru otpočeo je s učešćem u Njemačkom sedmogodišnjem ratu, u kojem je ranjen za vrijeme Bitke kod Zorndorfa. Nakon toga prebačen je u tadašnji glavni grad Carske Rusije Sankt-Peterburg u kojem je služio kao topnički časnik, tu je zapeo za oko Velikoj vojvotkinji Katarini Aleksejevnoj, i postao joj ljubavnik. Bio je vođa urote, koja je na kraju dovela do smrti Katarininog dotadašnjeg muža Petra III. (1762.).
Nakon tih događaja, Katarina je Grigora uzdigla u grofovski položaj, i dala mu čin general-ađutanta, povjerenika za inženjeriju i graditeljstvo. Njihov vanbračni sin Aleksej, rođen je 1762. godine, dobio je titulu Bobrinski (grof Bobrinski) po selu u kojem je živio – Bobriki. Utjecaj Orlova postao je još veći nakon otkrića Urote Kitrovo kojom je trebala biti pobijena cijela obitelj Orlov. U jednom se trenutku carica Katarina čak namjeravala i udati za Grigorija, ali je odustala nakon sugestija utjecajnog dvorskog savjetnika Nikite Panina. 
Gregorij Orlov nije bio političar, ali je bio neobično pronicljiv, s osjećajem za trenutak, te je bio dragocjeni Katarinin savjetnik u njenoj ranoj fazi vladanja nad Rusijom. Grigorij se prihvaćao rado kojekakvih zadaća, što iz rodoljubnih, a što iz osobnih imovinskih motiva, tako je obnašao dužnost predsjednika tadašnjeg Slobodnog gospodarskog društva, bio je i utjecajni zastupnik u Carskom vijeću – Nakaz iz 1767. godine, tih se zadaća prihvatio najviše zato što se to sviđalo Katarini, koja je htjela na početku svoje vladavine dati podanicima osjećaj velike slobode i dati poticaja poduzetništvu.
Grigorij je bio jedan od prvih promicatelja slavofilske ideje u Rusiji, – o potrebi emancipacije kršćana podanika Osmanskog carstva. Poslan je u diplomatsku misiju 1771. godine u Tursku na Kongres mira u Focşani, ali nije ništa polučio, što zbog odbijanja Turaka, a što zbog svoje sirove prepotencije (opaska savjetnika Panina). Nakon toga ne traživši privolu carice, vratio se u Sankt-Peterburg, no tamo je vidio da se carica zainteresirala za mlađeg Potemkina. 
U želji da ponovo probudi Katarininu ljubav, Grigorij je nabavio jedan od tada najvećih dijamanata na svijetu, poznat kao Orlovljev dijamant. Međutim kad je Grigorij Potemkin, 1771., uspio potisnuti Vasilčikova, i postati caričin miljenik, Orlov je pao u nemilost i potpuno je odbačen s dvora. Zbog tog je otišao u inozemstvo, vratio se u Rusiju u Moskvu tek nekoliko mjeseci prije smrti – 1780.
Pred kraj života, postao je teški duševni bolesnik. Vrlo kasno se oženio za svoju nećakinju Zinovjevu, tako da je taj brak ostao bez djece.

### Aleksej Grigorjevič Orlov
Grof Aleksej Grigorjevič Orlov (1737. – 1808.), njegov brat, bio je rođen pod sretnom zvijezdom, – blagoslovljeni član obitelji Orlov. Aleksej je fizički bio izuzetno snažan i spretan čovjek. U dvorskim previranjima iz 1762. godine igrao je vrlo značajnu ulogu, čak i veću od brata Grigorija. On je osobno odveo cara Petra III. u zamak Ropša i tamo ga ubio vlastitim rukama.
1770. godine povjereno mu je zapovjedništvo nad ruskom flotom, i poslan je na Crno more u akcije protiv daleko moćnije osmanske flote. On ih je uspio pobijediti u pomorskoj Bitci kod Çeşme, ova pobjeda imala je veliki odjek po cijelom Levantu i dovela je do Orlovljeve pobune (Orlofika), nakon koje je zauzet cijeli grčki arhipelag.
Za zasluge u tom pohodu Aleksej Orlov je dobio 1774. godine, počasni plemićki naslov Česmenski, za njega je podignut Trijumfalni slavoluk u Gačini, i dobio je privilegij da doda carski amblem svom plemićkom grbu.
Te iste godine, otišao je na zahtjev carice u Livorno zavesti i vratiti u Rusiju, smutljivu princezu Tarakanovu, koja se samoproglasila kćerkom carice Elizabete. Nakon što je uspio i u ovom neobičnom pohodu, otišao je u mirovinu te se naselio u Moskvi. Zatim se posvetio uzgoju - najboljih rasnih konja, imao je najbržu konjsku zapregu. Također se bavio i uzgojem peradi, uspio je uzgojiti posebnu vrstu koja se danas zove Orloff.
U ratu s Napoleonom tijekom 1806. – 1807., Orlov je zapovjedao teritorijalnim jedinicama pet okruga, koje je opremio i držao na svoj trošak. Iza sebe je ostavio imetak u vrijednosti od tadašnjih pet milijuna rubalja i 30.000 kmetova.

### Ostali grofovi Orlov
Najstariji i najmanje poznati od petoro braće Orlov bio je Ivan Grigorjevič Orlov (1733. – 1791.). Nakon očeve smrti 1746. godine on je postao glava obitelji, ostala braća poštovala su ga poput oca. Vodio skroman život i upravljao imanjem Orlovljevih. Čak i nakon Dvorske revolucije iz 1762. godine, kad su Orlovi postali grofovi i postali miljenici sreće, on je navodno odbio bilo kakvu državnu karijeru i titulu i nastavio mirno živjeti u Moskvi i na imanjima Orlovljevih.
Četvrti od braće bio je grof Fjodor Grigorjevič (1741. – 1796.), ruski general, prvi put se istaknuo Sedmogodišnjem ratu. Sa svojom starijom braćom sudjelovao je u državnom udaru iz 1762., nakon čega je imenovan šefom prokuratora Upravnog Senata (Правительствующий сенат). Tijekom Prvog turskog rata Katarine II služio je pod zapovjedništvom admirala Spiridova, i bio je jedan od prvih koji su uspjeli probiti turske linije u Bitci kod Çeşme. Hrabrošću se istakao i za Bitke kod Hydre, kad je natjerao u bijeg osamnaest turskih brodova. 1775. godine je umirovljen. Fjodor Orlov se nikad nije oženio, ali je imao petero vanbračne djece koje je carica Katarina ozakonila i proglasila plemenitašima .
Najmlađi od braće Orlov bio je grof Vladimir Grigorijevič (1743. – 1831.). Imao je samo 19 godina kad su njegova starija braća došla na vlast, oni su držali gda je najpametnije da ga pošalju na studij u Leipzig. Njegovo obrazovanje bilo je prosječno, najblaže rečeno, ali ga je carica usprkos tomu postavila za predsjednika Ruske akademije znanosti po povratku s četvorogodišnjeg studija. Njegovo nepoznavanje latinskog dovelo je do toga da je on izbacio latinski iz Akademije, te ga zamijenio njemačkim, koji mu je bolje išao. Za svog predsjednikovanja Akademijom favorizirao je njemačke znanstvenike, te je mnoge od njih pozvao u Rusiju, poput Petera Simona Pallasa. Nakon što je njegov brat Grigorij pao u nemilost kod carice Katarine, i on je smijenjen te umirovljen.

## Kneževi Orlov

### Aleksej Fjodorovič Orlov
Knez Aleksej Fjodorovič Orlov (1787. – 1862.), zakoniti sin grofa Fjodora Grigorjeviča, rođen je 8. listopada u Moskvi te je sudjelovao u svim napoleonskim ratovima od 1805. do zauzeća Pariza 1815. Za svoje vojničke zasluge kad je kao zapovjednik Gardijske konjičke regimente slamao pobunu dekabrista 1825. godine dobio je grofovsku titulu. Za vrijeme Rusko-turskog rata 1828. – 1829. promaknut je u čin general pukovnika. 
Od tada počinje briljantna diplomatska karijera Alekseja Orlova. Bio je ruski opunomoćenik na Mirovnim pregovorima u Jedrenu, a 1833. godine je imenovan za ruskog veleposlanika u Carigradu, istovremeno je Aleksej zadržao dužnost zapovjednika Ruske crnomorske flote. Bio je čovjek od povjerenja cara Nikola I. od 1837. godine je u njegovoj pratnji na svim njegovim međunarodnim putovanjima. Od 1844. – 1856. bio je zadužen za zloglasni treći odjel, odnosno za tajnu policiju.
1854. godine poslan je u Beč kako bi privolio Austriju da se pridruži Rusiji, ali bez uspjeha. 1856. godine bio je jedan od ruskih predstavnika na Mirovnoj konferenciji u Parizu. Iste godine dobio je titulu kneza (princa), te je imenovan Predsjednikom Državnog carskog savjeta (Государственный совет Российской Империи), u to vrijeme najviši politički položaj, nešto poput današnjeg predsjednika vlade. 1857. godine za odsutnosti cara, predsjedao je komisijom koja je trebala razmotriti pitanje o oslobođenju kmetova, prema kojima je on osobno imao potpuno neprijateljski stav. Umro je 9. svibnja 1862. godine u Sankt-Peterburgu.

### Ostali kneževi Orlov
Njegov jedini sin, princ Nikolaj Aleksejevič Orlov (1827. – 1885.), bio je istaknuti ruski diplomat i pisac. Ispočetka se posvetio vojnoj karijeri, nakon teškog ranjavanja u Krimskom ratu. Nakon toga je ušao u diplomatsku službu, te je uspješno predstavljao Rusiju u Bruxellesu (1860. – 1870. ), Parizu (1870. – 1882.) i Berlinu (1882. – 1885. ). 
Kao pisac i publicist, zauzimao se u prvom redu za reforme. Njegovi članci o tjelesnom kažnjavanju, koje je objavio u Ruskaja Starina 1881. doprijenjeli su ukidanju tog vida kazne. Bio je i zagovornik tolerancije prema opoziciji i disidentima.
Knez Aleksej Fjodorovič imao je brata Mihajla Fjodoroviča Orlova (1788. – 1842.), koji je bio aktivni sudionik napoleonskih ratova u kojima je dobio čin general-bojnika. 
Nakon povratka u Rusiju 1814., sprijateljio se s Puškinom i postao uvjereni liberal, svoju pažnju usredotočio je na projekte za emancipaciju kmetova i uvođenje republikanske vlasti u Rusiju. Od 1818. bio je zadužen za sekciju dekabrista grada Kišinjeva. Nakon što je pobuna nije uspjela, Aleksej je uhićen ali je pušten na slobodu, nakon što je posredovao njegov bratovog. Nakon toga odselio se u Moskvu, u kojoj je objavio pionirsku studiju o državnim kreditima.

## Vanjske poveznice
- Imanje Orlov u Gačini (rus.)
- Counts and Light Princes Orlovy  Arhivirana inačica izvorne stranice od 16. svibnja 2008. (Wayback Machine) (engl.)
- Загадка графа Орлова (rus.)
- Ужасная смерть графа Орлова (rus.)